# Australian Open 2011 - Quad singolare
Peter Norfolk era il detentore del titolo, ma ha perso in finale contro David Wagner con il punteggio di 6–2, 6–3.

## Teste di serie
1. David Wagner (campione)
2. Peter Norfolk (finali)

## Tabellone

### Legenda
| - Q = Qualificato - WC = Wild card - LL = Lucky loser | - ALT = Alternate - SE = Special Exempt - PR = Protected Ranking | - w/o = Walkover - r = Ritirato - d = Squalificato |

### Finale
|  | Finale |               |               |   |   |  |
|  |        |               |               |   |   |  |
|  | 1      | David Wagner  | David Wagner  | 6 | 6 |  |
|  | 2      | Peter Norfolk | Peter Norfolk | 2 | 3 |  |

### Round Robin
|   |                  | Wagner        | Taylor      | Lapthorne   | Norfolk       | RR V–P | Set V–P | Game V–P | Classifica |
| 1 | David Wagner     |               | 6–0, 6–2    | 6–3, 6–3    | 6–4, 3–6, 6–4 | 3–0    | 6–1     | 39–22    | 1          |
|   | Nicholas Taylor  | 0–6, 2–6      |             | 6(4)–7, 4–6 | 3–6, 0–6      | 0–3    | 0–6     | 15–37    | 4          |
|   | Andrew Lapthorne | 3–6, 3–6      | 7–6(4), 6–4 |             | 2–6, 2–6      | 1–2    | 2–4     | 23–34    | 3          |
| 2 | Peter Norfolk    | 4–6, 6–3, 4–6 | 6–3, 6–0    | 6–2, 6–2    |               | 2–1    | 5–2     | 38–22    | 2          |

La classifica viene stilata in base ai seguenti criteri: 1) Numero di vittorie; 2) Numero di partite giocate; 3) Scontri diretti (in caso di due giocatori pari merito); 4) Percentuale di set vinti o di games vinti (in caso di tre giocatori pari merito); 5) Decisione della commissione.